# Niccolò Acciaiuoli (cardinale)
Niccolò Acciaiuoli, o Acciaioli o Acciajuoli (Firenze, 6 luglio 1630 – Roma, 25 febbraio 1719), è stato un cardinale italiano.
Apparteneva alla nobile famiglia fiorentina degli Acciaiuoli, terzo dei dieci figli del senatore Ottaviano Acciaiuoli e Maria Acciauioli ed era zio del cardinale Filippo Acciaiuoli (1700 – 1766).

## Biografia
Si addottorò in legge a Roma. Nel 1657 divenne auditor camerae presso la Camera Apostolica. Nel concistoro del 29 novembre 1669 fu nominato cardinale da papa Clemente IX ma non avendo ancora ricevuto gli ordini minori, solo nel marzo dell'anno successivo ebbe il titolo di cardinale diacono assegnato alla diaconia dei Santi Cosma e Damiano. Fu legato pontificio presso la città di Ferrara in più riprese per vari anni. Nel 1689 divenne cardinale protodiacono e nell'ottobre dello stesso anno optò per la diaconia di Santa Maria in Via Lata, ma solo un mese dopo divenne cardinale presbitero di San Callisto. Nel 1690 fu nominato abate commendatario dell'abbazia di Sant'Angelo de Frigillo in Mesoraca. Tre anni dopo diventava cardinale vescovo di Frascati, ricevendo la consacrazione episcopale l'8 novembre 1693. Nel 1700 optò per la sede suburbicaria di Porto e Santa Rufina. Divenne decano del Sacro Collegio nel 1715 ed ebbe il titolo di cardinale vescovo delle sedi suburbicarie di Ostia e di Velletri, assumendo anche la carica di governatore di Velletri.
Nel 1717 divenne segretario della Congregazione della sacra romana e universale Inquisizione, carica che mantenne fino alla morte.
La sua salma è inumata nella chiesa di San Lorenzo, presso la certosa di Firenze, fatta erigere da un membro della sua famiglia e suo omonimo, Niccolò Acciaiuoli, nel XIV secolo. Era l'ultimo superstite delle creazioni cardinalizie di papa Clemente IX.

## Conclavi
Niccolò Acciaiuoli partecipò ai conclavi di:
- 1669-1670, che elesse papa Clemente X
- 1676, che elesse papa Innocenzo XI
- 1691, che elesse papa Innocenzo XII
- 1700, che elesse papa Clemente XI

## Genealogia episcopale
La genealogia episcopale è:
- Cardinale Tolomeo Gallio
- Vescovo Cesare Speciano
- Patriarca Andrés Pacheco
- Cardinale Agostino Spinola
- Cardinale Giulio Cesare Sacchetti
- Cardinale Ciriaco Rocci
- Cardinale Carlo Carafa della Spina, C.R.
- Cardinale Francesco Nerli
- Cardinale Niccolò Acciaiuoli